# Pseuduvaria
Pseuduvaria is een geslacht uit de familie Annonaceae. De soorten uit het geslacht komen voor van Bangladesh tot op het eiland Hainan en tot in Noordoost-Australië.

## Soorten
- Pseuduvaria acerosa Y.C.F.Su & R.M.K.Saunders
- Pseuduvaria aurantiaca (Miq.) Merr.
- Pseuduvaria beccarii (Scheff.) J.Sinclair
- Pseuduvaria borneensis Y.C.F.Su & R.M.K.Saunders
- Pseuduvaria brachyantha Y.C.F.Su & R.M.K.Saunders
- Pseuduvaria bruneiensis Y.C.F.Su & R.M.K.Saunders
- Pseuduvaria calliura Airy Shaw
- Pseuduvaria cerina J.Sinclair
- Pseuduvaria clemensiae Y.C.F.Su & R.M.K.Saunders
- Pseuduvaria coriacea Y.C.F.Su & R.M.K.Saunders
- Pseuduvaria costata (Scheff.) J.Sinclair
- Pseuduvaria cymosa (J.Sinclair) Y.C.F.Su & R.M.K.Saunders
- Pseuduvaria dielsiana (Lauterb.) J.Sinclair
- Pseuduvaria dolichonema (Diels) J.Sinclair
- Pseuduvaria filipes (K.Schum. & Lauterb.) J.Sinclair
- Pseuduvaria fragrans Y.C.F.Su, Chaowasku & R.M.K.Saunders
- Pseuduvaria froggattii (F.Muell.) Jessup
- Pseuduvaria galeata J.Sinclair
- Pseuduvaria gardneri Y.C.F.Su, Chaowasku & R.M.K.Saunders
- Pseuduvaria glabrescens (Jessup) Y.C.F.Su & R.M.K.Saunders
- Pseuduvaria glossopetala Y.C.F.Su & R.M.K.Saunders
- Pseuduvaria grandifolia (Warb.) J.Sinclair
- Pseuduvaria hyadena I.M.Turner
- Pseuduvaria hylandii Jessup
- Pseuduvaria khaosokensis Yoosukkee & Chaowasku
- Pseuduvaria kingiana Y.C.F.Su & R.M.K.Saunders
- Pseuduvaria kwangtungensis (P.T.Li) Qing L.Wang & B.Xue
- Pseuduvaria latifolia (Blume) Bakh.f.
- Pseuduvaria lignocarpa J.Sinclair
- Pseuduvaria luzoniensis (Merr.) Y.C.F.Su & R.M.K.Saunders
- Pseuduvaria macgregorii Merr.
- Pseuduvaria macrocarpa (Burck) Y.C.F.Su & R.M.K.Saunders
- Pseuduvaria macrophylla (Oliv.) Merr.
- Pseuduvaria megalopus (K.Schum.) Y.C.F.Su & Mols
- Pseuduvaria mindorensis Y.C.F.Su & R.M.K.Saunders
- Pseuduvaria mollis (Warb.) J.Sinclair
- Pseuduvaria monticola J.Sinclair
- Pseuduvaria mulgraveana Jessup
- Pseuduvaria multiovulata (C.E.C.Fisch.) J.Sinclair
- Pseuduvaria nova-guineensis J.Sinclair
- Pseuduvaria obliqua Y.C.F.Su & R.M.K.Saunders
- Pseuduvaria oxycarpa (Boerl. ex Koord.-Schum.) Y.C.F.Su & R.M.K.Saunders
- Pseuduvaria pamattonis (Miq.) Y.C.F.Su & R.M.K.Saunders
- Pseuduvaria parviflora (Jovet-Ast) Bân
- Pseuduvaria parvipetala Y.C.F.Su & R.M.K.Saunders
- Pseuduvaria philippinensis Merr.
- Pseuduvaria phuyensis (R.M.K.Saunders, Y.C.F.Su & Chalermglin) Y.C.F.Su & R.M.K.Saunders
- Pseuduvaria prainii (King) Merr.
- Pseuduvaria pulchella (Diels) J.Sinclair
- Pseuduvaria reticulata (Blume) Miq.
- Pseuduvaria rugosa (Blume) Merr.
- Pseuduvaria sessilicarpa (J.Sinclair) Y.C.F.Su & R.M.K.Saunders
- Pseuduvaria sessilifolia J.Sinclair
- Pseuduvaria setosa (King) J.Sinclair
- Pseuduvaria silvestris (Diels) J.Sinclair
- Pseuduvaria subcordata Y.C.F.Su & R.M.K.Saunders
- Pseuduvaria taipingensis J.Sinclair
- Pseuduvaria trimera (Craib) Y.C.F.Su & R.M.K.Saunders
- Pseuduvaria unguiculata (Elmer) Y.C.F.Su & R.M.K.Saunders
- Pseuduvaria villosa Jessup